# Prințesa Alice, Contesă de Athlone
Prințesa Alice, Contesă de Athlone (Alice Mary Victoria Augusta Pauline; 25 februarie 1883 – 3 ianuarie 1981) a fost membră a familiei regale britanice. A deținut titlurile de Prințesă de Saxa-Coburg și Gotha și Ducesă în Saxonia de la naștere, precum și cel de Prințesă de Teck prin căsătorie, până în 1917 când a trebuit să-l cedeze din ordinul regelui George al V-lea. A fost nașa reginei Beatrix a Olandei, care era nepoata verișoarei ei, regina Wilhelmina a Olandei.
Prințesa Alice a fost prințesa de sânge regal care a trăit cel mai mult (până în acea perioadă) și ultimul nepot în viață a reginei Victoria; a murit în ianuarie 1981, la aproape 115 ani după moartea primului nepot al reginei Victoria, Prințul Sigismund al Prusiei.

## Primii ani
Prințesa Alice s-a născut la 25 februarie 1883 la Castelul Windsor. Tatăl ei era Prințul Leopold, Duce de Albany, cel mai mic fiu al reginei Victoria și a lui Albert, Prinț Consort. Mama ei era Prințesa Helena de Waldeck și Pyrmont. A avut un frate, Prințul Charles Edward, Duce de Albany, care mai târziu a devenit Duce de Saxa-Coburg și Gotha. Ca nepoată a unui monarh britanic pe linia masculină, ea a fost prințesă a Regatului Unit.
A fost botezată la Castelul Windsor la 26 martie 1883 și numită Alice după mătușa paternă. Nașii ei au fost: regina Victoria (bunica paternă), Augusta de Saxa-Weimar-Eisenach, William al III-lea al Olandei, Ludovic al IV-lea, Mare Duce de Hesse, Prințesa Helena de Nassau (bunica maternă), Prințul de Wales (unchiul patern), Victoria, Prințesă Regală (mătușa paternă), Prințul Wilhelm de Württemberg (vărul ei), Prințesa Pauline de Waldeck și Pyrmont (mătușa maternă) și Prințesa Augusta de Hesse-Kassel.

## Căsătorie și copii

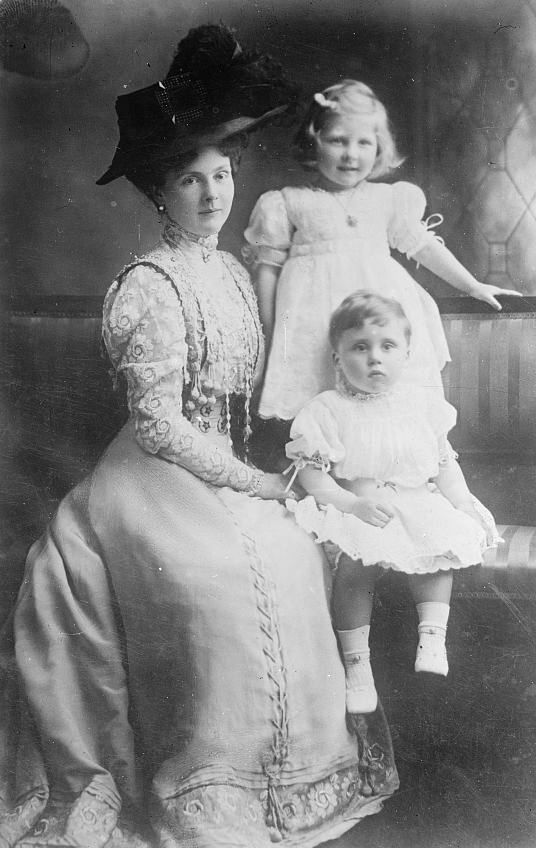
Prințesa Alice, Contesă de Athlone cu copiii ei May și Rupert.

La 10 februarie 1904, la Castelul Windsor, Prințesa Alice de Albany s-a căsătorit cu Prințul Alexander de Teck, fratele reginei Mary. După căsătorie, Prințesa Alice a luat titlul de Prințesa Alexander de Teck.

Prințesa Alice a purtat în gene hemofilia moștenită de la regina Victoria.
Când familia regală britanică a abandonat titlurile germanice în iunie 1917, Prințul Alexander de Teck a adoptat numele de  Cambridge, și a devenit Sir Alexander Cambridge, apoi Conte de Athlone, renunțând la titlul de "Prinț de Teck".
Contele a fost numit Guvernator-General al Uniunii Africii de Sud și a servit în perioada 1924-31: Prințesa Alice l-a acompaniat și a fost viceregină în acea perioadă. Apoi, soțul ei a fost numit Guvernator-General al Canadei în perioada 1940–1946.
Contele de Athlone a murit în 1957 la Palatul Kensington din Londra. Prințesa Alice a continuat să trăiască la Kensington  până în 1981, când a murit la vârsta de 97 de ani și 313 zile. În momentul morții, a fost prințesa regală cea mai longevivă. Totuși, mai târziu, regina mamă Elizabeth a depășit recordul trăind aproape 102 ani. 
Prințesa Alice a trăit în timpul domniei a șase monarhi: Victoria (bunică), Eduard al VII-lea (unchi), George al V-lea (văr și cumnat), Eduard al VIII-lea (nepot), George al VI-lea (nepot) și  Elisabeta a II-a (strănepoată).